# New Waterford (Ohio)
Pour les articles homonymes, voir New Waterford.
New Waterford est un village américain situé dans le comté de Columbiana, dans l’Ohio. Selon le recensement de 2020, sa population est de 1 194 habitants.